# أنتوني لينغ
أنتوني لينغ (بالإنجليزية: Anthony Ling)‏ (10 أغسطس 1910 في المملكة المتحدة - 12 يناير 1987 في المملكة المتحدة) هو لاعب كريكت بريطاني. لعب مع نادي مقاطعة غلاموركن للكريكت ‏ ونادي مقاطعة سومرست للكريكت ‏.